# Хрипкова, Антонина Георгиевна
Антонина Георгиевна Хрипкова (19 февраля 1920, Орловская область — 15 октября 2016) — советский педагог, доктор биологических наук, профессор. Действительный член Академии педагогических наук СССР. Член КПСС с 1943 года.

## Биография
Окончила факультет химии и биологии педагогического института Ростова-на-Дону в 1941 году.
Учитель и директор средней школы в селе Андреевка Андреевского района Чкаловской области. В 1943-1946 годах была секретарем районного комитета ВЛКСМ Октябрьского района Ростова-на-Дону. В 1947-49 годах — работала заведующей отдела образования Орджоникидзевского района Ростова-на-Дону. После окончания аспирантуры в 1951 году, до 1968 году работала преподавателем, заведующим кафедрой в педагогическом институте в Ростове-на-Дону.
Член-корреспондент АПН РСФСР (1965), член-корреспондент АПН СССР (1968), действительный член АПН СССР (1971), действительный член РАО (1993).
С 1969 года — вице-президент Академии педагогических наук СССР. С 1974 года — директор научно-исследовательского института педагогики и физиологии детей и подростков.
Автор более 100 научных публикаций.
Депутат Верховного Совета СССР 7-го созыва.
С 1970 года — член Комитета советских женщин.

## Награды
- Награждена орденом Ленина, орденом Октябрьской Революции (18.02.1980)[1], орденом Трудового Красного Знамени и медалями.